# Whisky a Go Go 1968
Whisky a Go Go 1968 ist ein Livealbum von Frank Zappa und der Band The Mothers of Invention. Die Ende Juli 1968 im Veranstaltungsort Whisky a Go Go am Sunset Strip in Los Angeles entstandenen Aufnahmen erschienen im Juni 2024 auf Zappa Records.

## Hintergrund

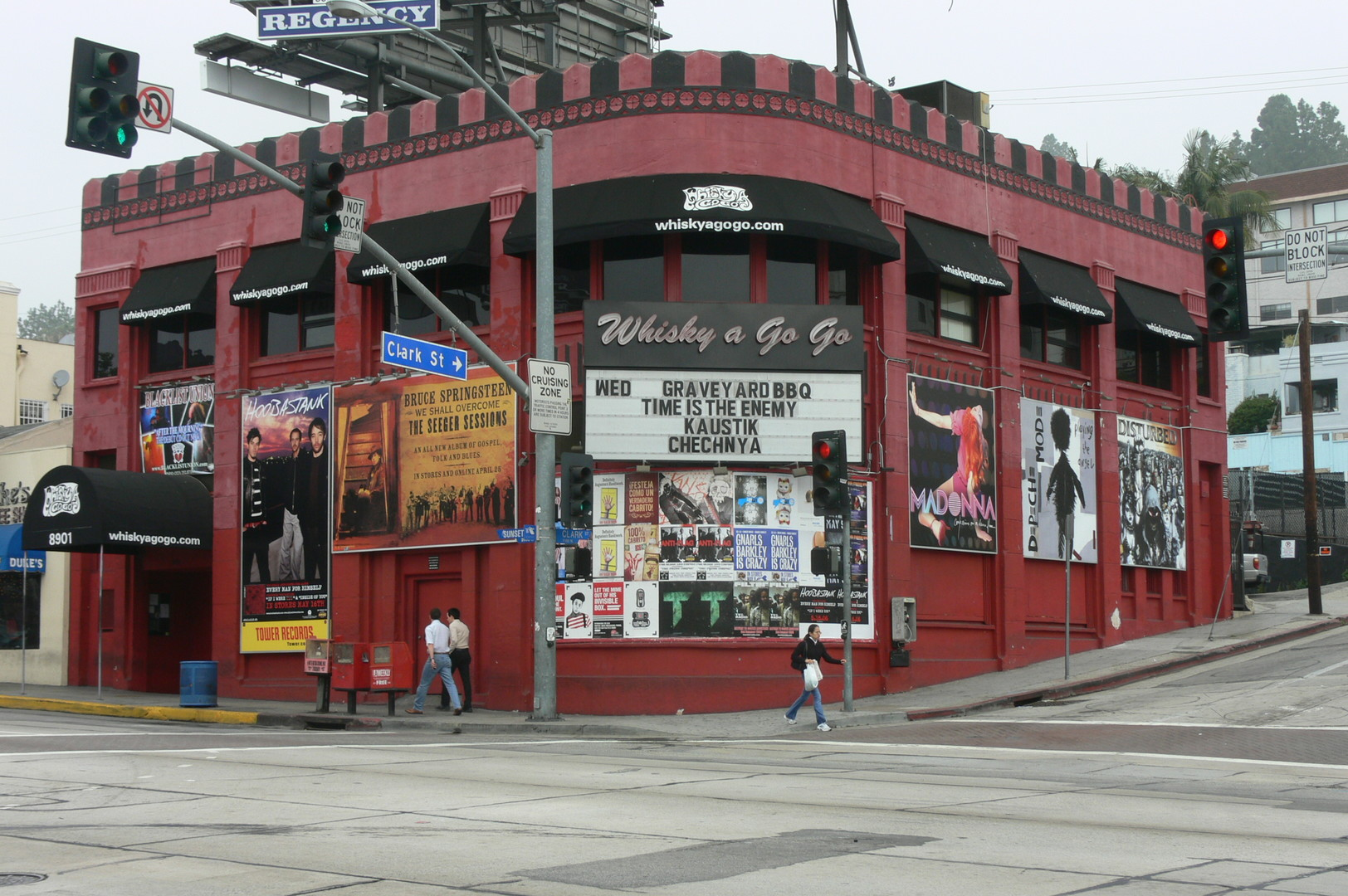
Das Whisky a Go-Go, 8901 W. Sunset Blvd., West Hollywood (2006)

Ende Juli 1968 hatten Frank Zappa und die Mothers of Invention einen Auftritt in dem Nachtclub Whisky-A-Go-Go in Los Angeles. In dem Club hatten sie bereits zu Beginn ihrer Karriere gespielt, aber zu diesem Zeitpunkt waren sie eine etablierte Band: Sie waren zuvor durch Europa getourt, hatten vier Platten veröffentlicht und Zappa war dabei, sein eigenes Plattenlabel zu gründen. Dieser Juliabend war also nicht nur eine Bühne für die Mothers, sondern auch für die Bands, die Zappa unter Vertrag genommen hatte: die GTOs, eine Gruppe von Sängern, die auch als Groupies fungierten, der Straßenmusiker Wild Man Fisher und Alice Cooper. Die Show wurde für eine mögliche Veröffentlichung aufgezeichnet.
Doch dieses Album wurde zu Zappas Lebzeiten nie veröffentlicht, aber 56 Jahre später sind die Ereignisse dieses Abends hier auf Whisky a Go Go 1968 dokumentiert. Es enthält lediglich die von den Mothers of Invention gespielten Auftritte, wodurch eine fünfstündige Show auf knapp drei Stunden Material reduziert wurde. Die erste Hälfte des Sets bewegt zwischen frei gestalteten Jamsessions und den Mothers, die über Doo Wop aus den 1950ern albern in „Oh in the Sky“, „Memories of El Monte“ und „My Boyfriend’s Back“. „Della’s Preamble“ beinhaltet Publikumsbeteiligung, und als der erste Set sich dem Ende zuneigt, beginnt die Band, sich Instrumentalstücken zuzuwenden. In „King Kong“ sind die Bläserstimmen der Band zu hören, und sowohl Zappa als auch Preston spielen Soli, bevor die Band zu „Octandre“ von Edgar Varèse und weiteren Improvisationen übergeht.
Der zweite Set konzentriert sich mehr auf die instrumentale Seite der Mothers: zwei Takes von „The Duke“ (eigentlich eine frühe Version von „Little House I Used to Live In“, nicht das ähnlich betitelte „Duke of Prunes“), bei denen Zappa völlig andere Gitarrensoli spielt, dann geht die Band zu „Khaki Sack“ über. Es ist ein lockerer R&B-Groove mit viel Raum für Soli. Dann geht die Band zu einer langen Darbietung von „The Whip“ über, bei der Zappas Gitarrenspiel einen schönen psychedelischen Anstrich bekommt, bevor die Band zu ausgedehntem Jamm für „Whisky Chouflee“ übergeht. Zum Schluss gibt es noch die erste Live-Aufführung von „Brown Shoes Don’t Make It“ aus Absolutely Free von 1967.

## Titelliste
- Frank Zappa and the Mothers of Invention: Whisky-A-Go-Go 1968 ()[2]

CD 1
1. Whisky Improvisation: Episode I 10:00
2. America Drinks & Goes Home 2:55
3. Help, I'm a Rock / Transylvania Boogie 8:23
4. My Boyfriend’s Back (Feldmann, Goldstein, Gottehrer) 1:14
5. Bust His Head 1:23
6. Tiny Sick Tears Jam 8:19
7. The Purpose of This Evening… 1:41
8. Whisky Improvisation: Episode II 11:37
9. Status Back Baby 5:05
10. Memories of El Monte (Frank Zappa, Ray Collins) 4:13
11. Oh, in the Sky 1:57
12. Valerie (Starlites) 4:04

CD 2
1. Fun & Merriment 1:47
2. Hungry Freaks, Daddy 3:49
3. King Kong – Part 1 7:57
4. King Kong – Part 2 7:48
5. Octandre (Edgar Varèse) 1:01
6. Whisky Improvisation: Episode III 4:49
7. Meow 2:29
8. God Bless America (Irving Berlin) 0:35
9. Presentation of Wings 1:32
10. Plastic People 3:41
11. Della's Preamble 1:06
12. The Duke – Take 1 6:28
13. The Duke – Take 2 5:28
14. Khaki Sack 10:15

CD 3
1. The Whip 10:22
2. Whisky Chouflée 11:46
3. Brown Shoes Don't Make It 7:48
4. Brown Shoes Shuffle 11:27
5. The Whip (FZ Mix) 11:09 (Bonus Vintage Mix)
6. Hungry Freaks, Daddy (FZ Mono Mix) 3:54 (Bonus Vintage Mix)

Wenn nicht anders vermerkt, stammen die Kompositionen von Frank Zappa.

## Rezeption

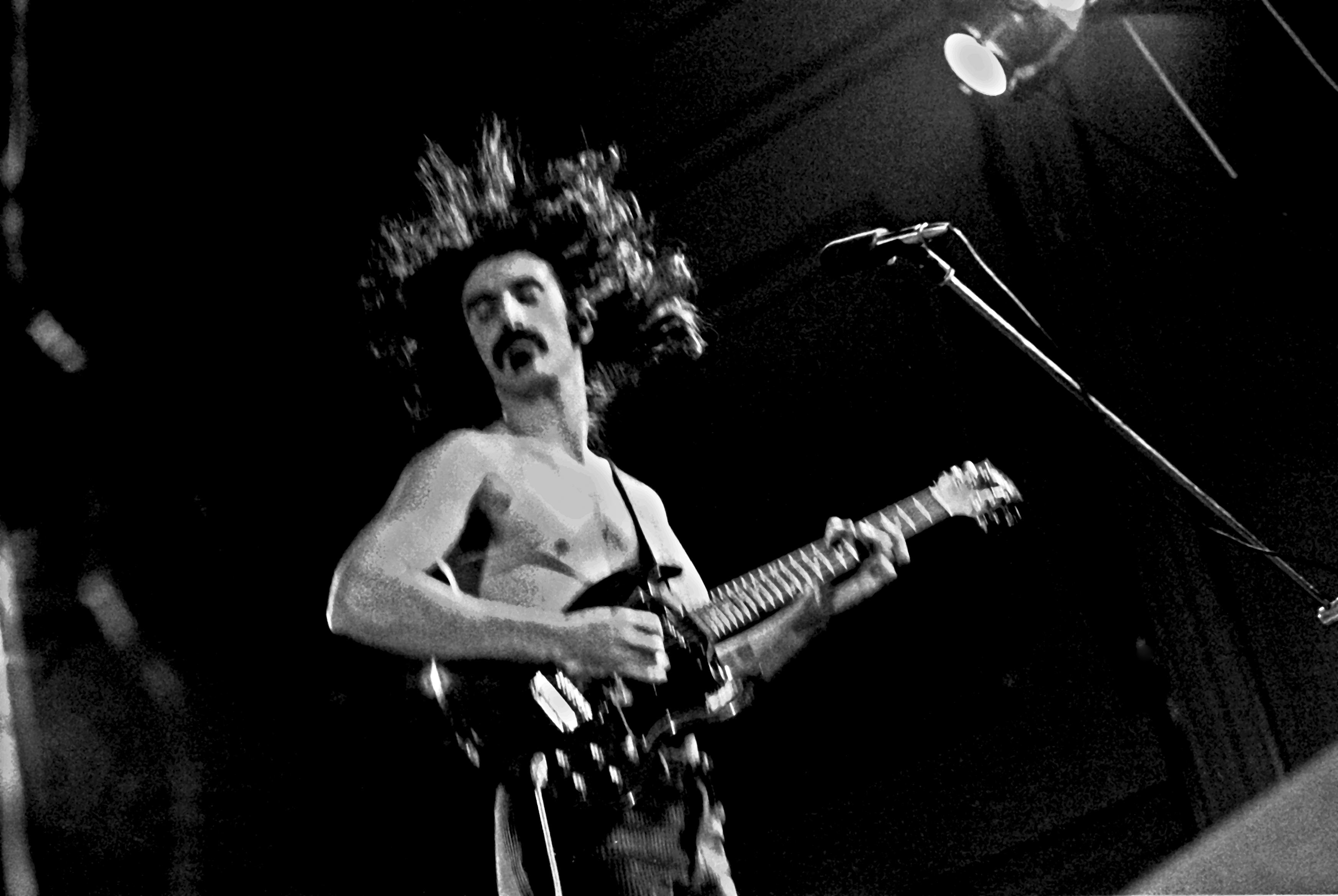
Frank Zappa & The Mothers Of Invention, im Dezember 1971, Musikhalle Hamburg

Was [den Vergleich zu weiteren] Live-Alben von Frank Zappa angeht, gebe Whisky a Go Go 1968 ein gemischtes Bild ab. Es würden Momente auftauchen, in denen Zappas Gitarrenspiel zeige, wie er sich zu einem überzeugenden Solisten entwickeln sollte, und es gebe auch nur wenige Songs, die es nicht auf eine frühe Zappa-Platte geschafft haben, schrieb Roz Milner in Dusted. Aber im Vergleich zu Songs aus dieser Zeit auf The Ark (1991) oder Ahead of Their Time (1993) passe das hier nie ganz: Es gebe da ein Gefühl des Zögerns, so der Autor, oder vielleicht habe die Band einfach keinen guten Abend gehabt.
In gewisser Weise lasse sich dieser Mitschnitt am besten mit Roxy and Elsewhere aus dem Jahr 1974 vergleichen, einer weiteren Live-Platte, die im Grunde wie eine [Studio]-Session auf der Bühne aufgenommen wurde, so Milner. Dort habe Zappa mehrere Shows mit derselben Setlist mit der Absicht gespielt, die besten Stücke für ein Live-Album zusammenzuschneiden; es ähnle dem Ansatz, auf den Zappa hier gelegentlich Bezug nimmt. Aber dieses Projekt wurde zu seinen Lebzeiten nie verwirklicht. Ein kleiner Ausschnitt erschien auf Uncle Meat, ein anderer 1992 auf You Can’t Do That on Stage Anymore, Vol. 5.
Aber dieser Mitschnitt von 1968 sei ein wichtiges und auch schönes Audiodokument dieser Gruppe Zappas, so Milner weiter. Tatsächlich würde es aus dieser frühen Phase von Zappas Karriere nicht viel Live-Material geben, geschweige denn in dieser hohen Klangqualität.
Hardcore-Zappa-Fans sollten Whisky a Go Go 1968 auf jeden Fall in Betracht ziehen, aber die Gelegenheitsfans könnten die erste Hälfte des Albums etwas sperrig finden. Wer die Live-Einlagen auf Alben wie Burnt Weeny Sandwich oder Weasels Ripped My Flesh mag, dürfte hier viel Freude haben.